# Lavcsani
Lavcsani (macedónul: Лавчани) település Észak-Macedóniában, a Délnyugati körzet Kicsevói járásában, 2013-ig a Drugovói járás része volt, ami teljes egészében beolvadt a Kicsevói járásba.

## Népesség
| Lakosok száma | 494  | 513  | 449  | 204  | 70   | 29   | 36   | 10   | 4    |
|               | 1948 | 1953 | 1961 | 1971 | 1981 | 1991 | 1994 | 2002 | 2021 |

2002-ben 10 lakosa volt, akik mindannyian macedónok.